# 함양 김씨
함양 김씨(咸陽金氏)는 한국의 성씨이다.

## 역사
시조 김준덕(金俊德)은 신라 경순왕의 후예로 전하고 있을 뿐, 사적(事蹟)이 없기 때문에 세계(世系)를 상고할 수 없다. 다만 그는 고려 때 태사(太師)로 전하고 있으며, 그의 직계 후손들이 본관을 함양(咸陽)이라 하였다.
인구분포 2000년 통계청이 발표한 결과에 따르면, 함양 김씨는 818가구 총 2766명이 있는 것으로 되어 있다.